# Gigantengrab Sa Perda ’e S’Altare
Das Gigantengrab Sa Perda ’e S’Altare (deutsch Altarstein) ist ein Gigantengrab des älteren Typs, in der an archäologischen Monumenten reichen Umgebung der Gemeinde Birori in der Provinz Nuoro auf Sardinien. Die in Sardu „Tumbas de los zigantes“ und (italienisch Tombe dei Giganti –  plur.) genannten Bauten sind die größten pränuraghischen Kultanlagen Sardiniens und zählen europaweit zu den spätesten Megalithanlagen. Die 321 bekannten Gigantengräber sind Monumente der bronzezeitlichen Bonnanaro-Kultur (2.200–1.600 v. Chr.), die Vorläuferkultur der Nuraghenkultur ist.

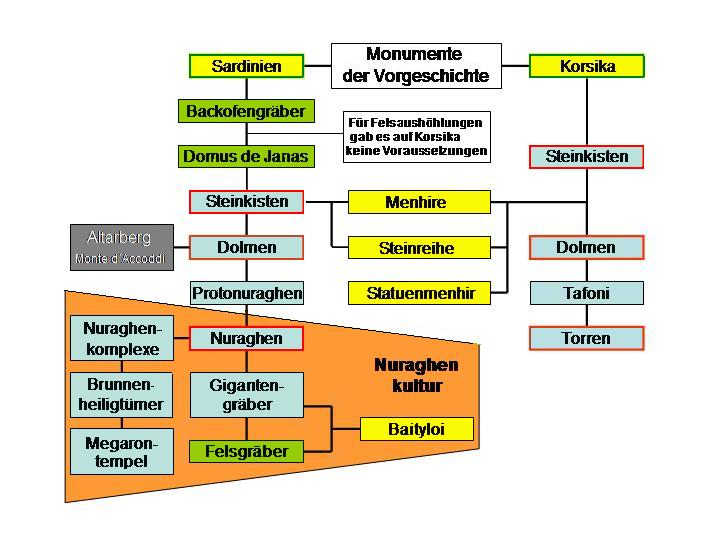
Typenreihe sardisch-korsischer Monumente

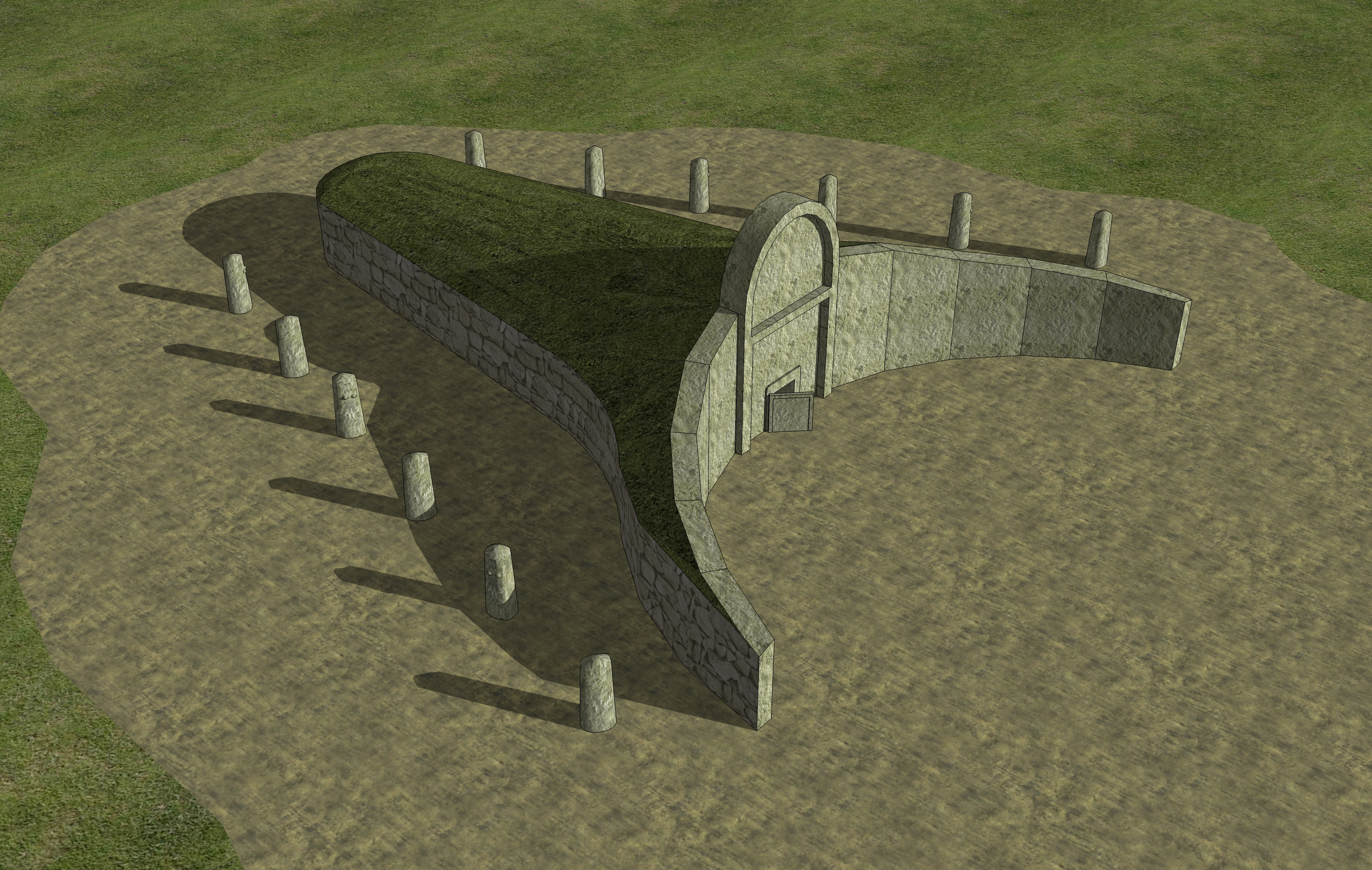
Modell mit Portalstelen-Exedra

Das herausragende Element der Anlagen der ersten Generation ist die phallische, bis zu vier Meter hohe und mitunter ebenso breite Portalstele, deren Oberteil hier jedoch abgebrochen ist, im Zentrum Exedra.

## Beschreibung
Der erste Bericht stammt von dem Gelehrten Alberto Della Marmora aus dem Jahre 1833. Die Anlage hat eine Länge von 15,5 m. Die 18,5 m breite Exedra wird durch Reihen großer, teilweise beschädigter Platten begrenzt (im rechten Flügel sind neun, im linken sechs erhalten). Im Zentrum befindet sich das Unterteil der ursprünglichen Stele. Es ist 1,7 m hoch und 2,5 m breit. An der Basis der Stele liegt der exakt trapezoide Zugang zur Kammer.

## In der Nähe

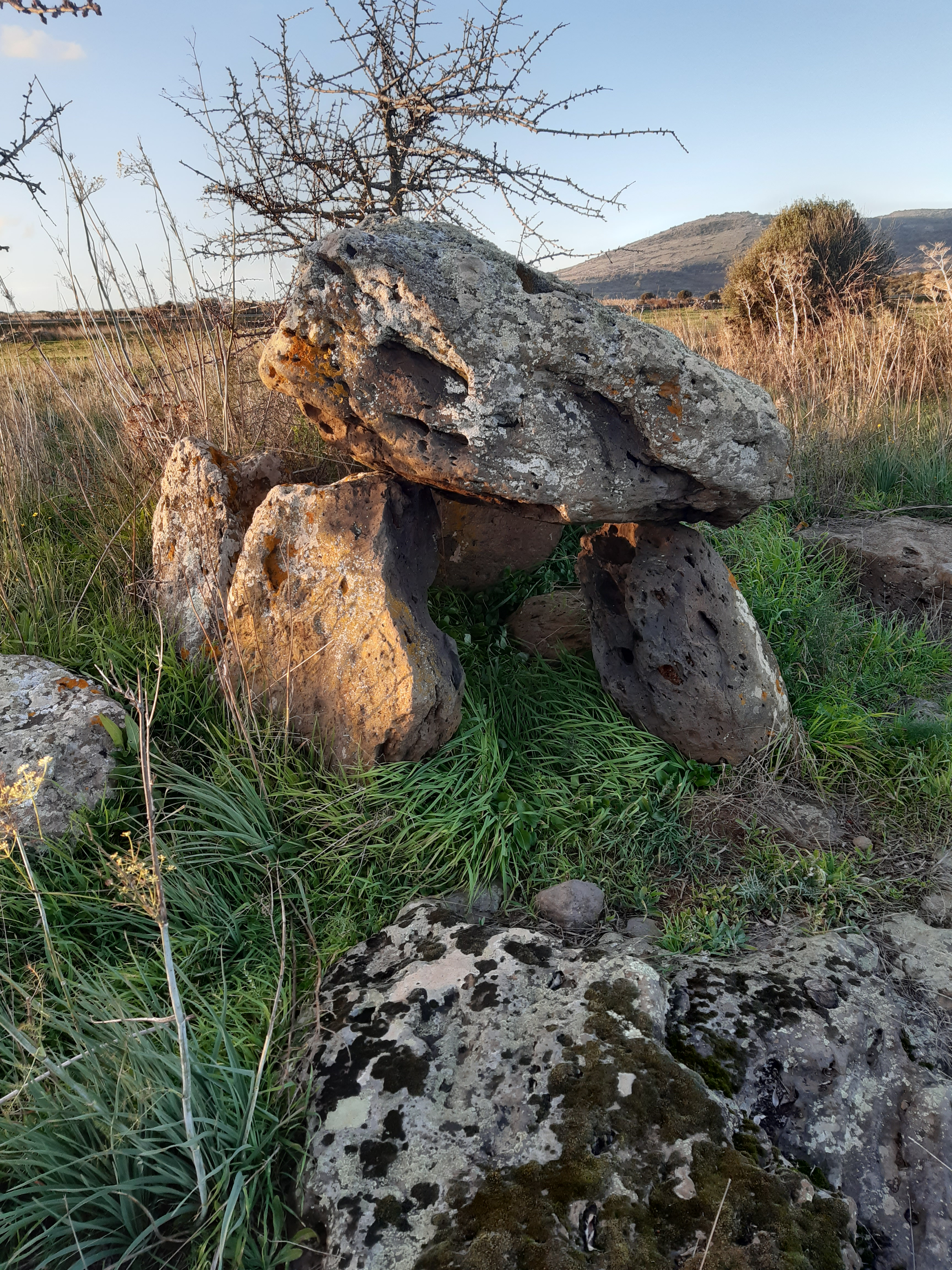
Dolmen von Sarbogadas

Etwa zwanzig Meter entfernt liegt der Rest des Gigantengrabes Nuscadore. Erkennbar sind der Rest einer 4,3 m langen und bis 3,2 m breiten Kammer, einige Platten am Boden und die zertrümmerte Stele, die Spuren des Zugangs zeigt. Beim Ort befinden sich die Gigantengräber von Lassia und Palatu und der Dolmen von Sarbogadas.
Der Dolmen „Sa Perda ’e S’Altare“ liegt bei Macomer. Das Gigantengrab „S’Altare de Logula“ liegt bei Sarule.